# Midland F1 Racing
A Midland F1 Racing (rövidítve MF1 Racing) egy volt Formula–1-es csapat, amely 2006-ban vett részt a világbajnokságban.

## Előzmények
2004-ben pletykák kezdtek terjengeni arról, hogy a Midland Group részt venne a 2006-os szezonban. Eredetileg a Jaguar csapatát szerették volna felvásárolni, ehelyett viszont Eddie Jordan-nel ütöttek nyélbe egy 60 millió dolláros szerződést, melynek értelmében felvásárolták a Jordan csapatot a 2005-ös szezon kezdete előtt.

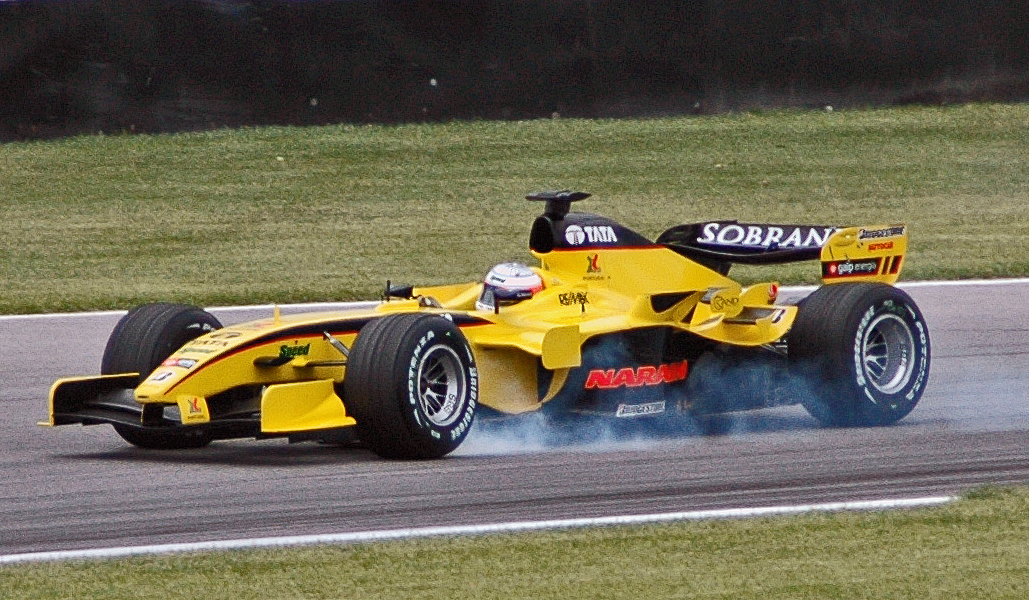
Narain Karthikeyan a Midland tulajdonában álló Jordan-t vezeti a 2005-ös amerikai nagydíjon.

A csapat továbbra is Jordan név alatt üzemelt, azonban továbbra is a mezőny végén szenvedtek a két újonc pilótájukkal, az indiai Narain Karthikeyannal, valamint a portugál Tiago Monteiroval. A szezon fénypontja a csapat számára a Monteiro által elért harmadik hely volt a 2005. évi amerikai nagydíjon. (A versenyen mindössze hat autó indult a Michellin abroncsok okozta botrány miatt.) A Jordan csapat az utolsó pontját Belgiumban szerezte, ezúttal is Monteiro által.
Egyes források szerint A Midland csalódott volt a vásárlássál és már a hivatalos indulásuk előtt vevőket kerestek, akik átvennék a csapatot. A lehetséges vevők között szerepelt a korábbi Formula–1-es versenyző Eddie Irvine is, azonban az üzlet végül sikertelennek bizonyult.

## A 2006-os szezon

### A téli tesztek

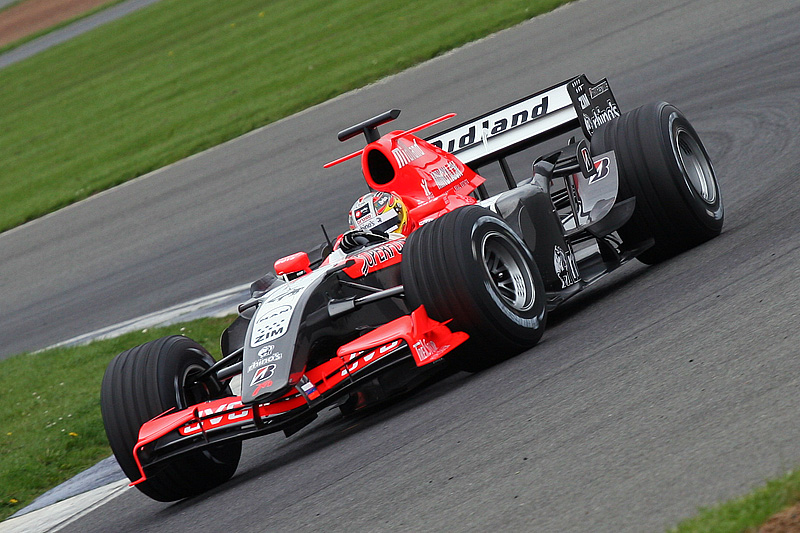
Monteiro a Midland színeiben versenyzik 2006-ban

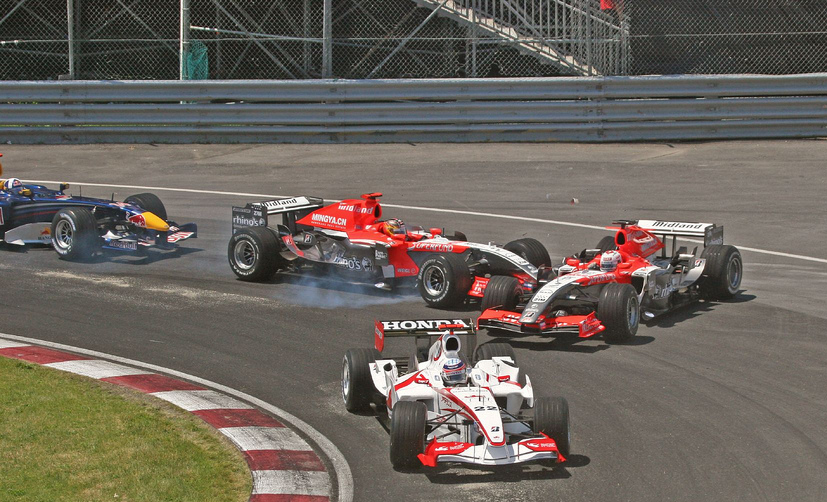
A Midland két versenyzője összeütközik a kanadai nagydíj első körében.

A szezon kezdete előtt a csapat neve MF1 Racing-re változott. A Midland M16-os versenyautó új színekkel debütált. A Jordan által korábban hosszú ideig használt sárgát leváltotta a piros, fehér és a fekete színek. A csapat motorbeszállítója a Toyota lett. A tél során sok versenyző tesztelte az autót, például az orosz Roman Ruszinov és a korábbi MotoGP versenyző Max Biaggi. Az eredeti tervek szerint Ruszinov lett volna a csapat egyik versenyzője, ezzel ő lett volna a bajnokság első orosz pilótája. Ez viszont nem történt meg, ezzel Ruszinov maradt az istálló egyik tesztpilótája.  Sokáig az a hír járta, hogy Szató Takuma lehet az egyik pilóta ,azonban a felállás a következő lett: Monteiro maradt, Karthikeyan helyére pedig a Minardi-tól érkező Christijan Albers lett szerződtetve.

### A versenyek
| Az MF1 Racing pénteki tesztversenyzői        | Az MF1 Racing pénteki tesztversenyzői               |
| Versenyző                                    | Helyszín                                            |
| -------------------------------------------- | --------------------------------------------------- |
| Markus Winkelhock                            | BHR · AUS · GER · HUN                               |
| Giorgio Mondini                              | MAL · SMR · SPA · MON · GBR · CAN · USA · TUR · ITA |
| Adrian Sutil                                 | GER · FRA                                           |
| Az Spyker MF1 Racing pénteki tesztversenyzői |                                                     |
| Alexandre Prémat                             | CHN                                                 |
| Adrian Sutil                                 | JPN                                                 |
| E. J. Viso                                   | BRA                                                 |
| Forrás:                                      |                                                     |

A bemutatkozás eléggé felemásan sikerült, ugyan bahreini nagydíjon a csapat a Super Aguri pilótáit egyszerűen előzte meg a csapat két pilótája, a többiektől jócskán elmaradtak. Az ausztrál nagydíj időmérőn edzésén Albersnek sikerült az egyik Toro Rosso-t megelőznie. A versenyneken azonban a csapat továbbra is beleszürkült a mezőnybe. Sokáig csak egyetlen kiemelkedő pillanat miatt volt emlékezetes a csapat; San Marinó-i nagydíjon a japán Ide Júdzsi összeütközött Albers-el ezzel az autó egy látványos borulás következtében teljesen összetört. (A versenyt követően bevonták  Ide szuperlicecét.) A csapat egy újabb mérföldkőhöz érkezett a brit nagydíj-on, ahol ugyanis Albers-nek sikerült bejutnia a kvalifikáció második szakaszába. A Midland történelmet írt Silverstone-ban, hiszen Monteiro kerékcseréjen a sportág történelmében első ízben egy hölgy is részt vett: az ITV riporternője, Louise Goodman cserélte le a portugál bal hátsó kerekét. A kanadai nagydíj nagyon rosszul sikerült a Midland számára, ugyanis már az első körben kiütötte egymást. Monteiro ugyan tudta folytatni a vidalt, Albers számára viszont ez az ütközés a verseny végét jelentette. Az amerikai nagydíj azonban újabb pozitív élmény volt a Midland számára; a csapat két pilótája könnyedén beterelte a két M16-ost a Q2-be. A német nagydíj-on egy újabb mélypont következett, hiszen a csapat pilótáit kizárták a szabálytalan első szárnyuk végett. A magyar nagydíj-on került a Midland a legközelebb a pontszerzéshez, hiszen a kiesőknek köszönhetően a 9. illetve a 10. pozícióba fejezték be a viadalt. Hivatalosan Monteiro-t nyolcadiknak intették le, de mivel három kör hátrányban volt, Michael Schumacher pedig épp ennyi körrel a futam vége előtt adta fel a versenyt, a német kapta a nyolcadik helyért járó egy pontot. 

### Eladás

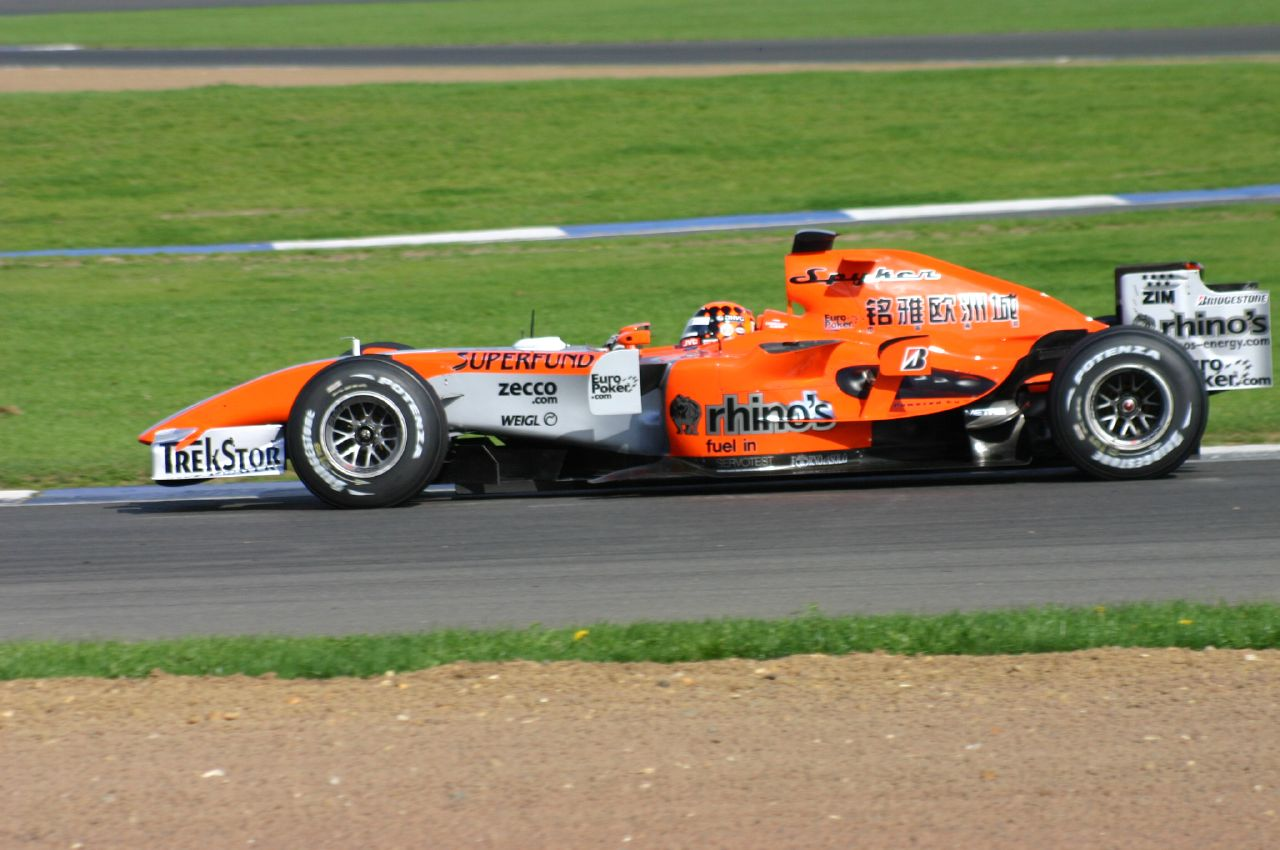
Christijan Albers az M16 versenygépet vezeti a Spyker narancssárga festésével.

A csapat vezetője Alex Schnaider továbbra sem volt elégedett az istállóval és minél hamarabb el szerette volna adni csapatát. 2006. szeptember 9-én a csapatot felvásárolta a Spyker Cars $106.6 millió dolláros áron. A csapat értékesebb lett az által hogy a maximum 12 hely már betelt, ami azt jelentette hogy több új istálló nem nevezhetett be a bajnokságba.

## Eredmények a Formula–1-ben

### Összefoglaló
| Midland MF1 Racing | Toyota | Tiago Monteiro    | 17 | 13 | Ki | 16 | 12 | 16 | 15 | 16 | 14 | Ki | Ki | Kiz | 9  | Ki | Ki | -  | -  | -  | 0 | 20. |
| Midland MF1 Racing | Toyota | Christijan Albers | Ki | 12 | 11 | Ki | 13 | Ki | 12 | 15 | Ki | Ki | 15 | Kiz | 10 | Ki | 17 | -  | -  | -  | 0 | 22. |
| Spyker MF1 Racing  | Toyota | Tiago Monteiro    | -  | -  | -  | -  | -  | -  | -  | -  | -  | -  | -  | -   | -  | -  | -  | Ki | 16 | 15 | 0 | 20. |
| Spyker MF1 Racing  | Toyota | Christijan Albers | -  | -  | -  | -  | -  | -  | -  | -  | -  | -  | -  | -   | -  | -  | -  | 15 | Ki | 14 | 0 | 22. |

* A csapatot a német nagydíjról flexibilis első terelőszárnyak használata miatt zárták ki.

** Spyker MF1 Racing néven